# Toxorhina danieleae
Toxorhina danieleae är en tvåvingeart som beskrevs av Alexander 1979. Toxorhina danieleae ingår i släktet Toxorhina och familjen småharkrankar.
Artens utbredningsområde är Komorerna. Inga underarter finns listade i Catalogue of Life.